# Cerro del Verdún
Cerro del Verdún – wzgórze o wysokości 325 m n.p.m. w paśmie Cuchilla Grande w departamencie Lavalleja, w południowym Urugwaju. Znajduje się na zachód od miasta Minas, przy drogach krajowych Ruta 8 i Ruta 12.
Na szczycie wzgórza znajduje się relikwia maryjna, do której odbywa się coroczna pielgrzymka 19 kwietnia.